# Teuthowenia maculata
Teuthowenia maculata е вид главоного от семейство Cranchiidae.

## Разпространение и местообитание
Видът е разпространен в Ангола, Габон, Гвинея, Гвинея-Бисау, Мавритания, Намибия и Сенегал.
Среща се на дълбочина около 600 m, при температура на водата около 8,7 °C и соленост 35,1 ‰.